# Mouterre-Silly
Mouterre-Silly é uma comuna francesa na região administrativa da Nova Aquitânia, no departamento de Vienne. Estende-se por uma área de 30,89 km². Em 2010 a comuna tinha 673 habitantes (densidade: 21,8 hab./km²).